# Fofonowo (Buriacja)
Fofonowo (ros. Фофоново) – wieś w Rosji, w Buriacji, w rejonie kabańskim. W 2010 liczyła 279 mieszkańców.